# Helen Grund
Helen Hessel, nata Helen Grund (Berlino, 30 aprile 1886 – Parigi, 15 giugno 1982), è stata una giornalista tedesca.
Fu sposa dello scrittore Franz Hessel dal 1913 al 1921 e di nuovo dal 1922; i suoi figli erano Ulrich e Stéphane Hessel.

## Biografia

### Infanzia e gioventù
Helen Grund è nata a Berlino nel 1886 come quinta ed ultima figlia di Franz-Wilhelm Carl Grund e sua moglie Julie Anna Butte. Aveva due fratelli e due sorelle. I Grund erano una famiglia benestante, ma subirono diversi colpi del destino. Il fratello maggiore di Helen, Otto Grund, fu ricoverato in un ospedale psichiatrico, dove morì poco dopo. Sua sorella Ilse Grund ed il fratello Fritz Grund, morirono suicidi prima dei trent' anni. La madre morì nel 1915 in una clinica psichiatrica svizzera, dove viveva a causa di un disturbo nervoso dal 1898/1899.
La giovinezza di Helen Grund è stata plasmata da viaggi a Londra e Parigi. Lì imparò a parlare entrambe le lingue, inglese e francese, quasi fluentemente. Questo è evidente anche nel suo diario. Qui la lingua spazia repentinamente tra tedesco, inglese e francese. Decise di studiare pittura. Durante gli studi, conobbe George Mosson nel 1905, con il quale ebbe un legame di sette anni.

### Formazione scolastica
Helen Grund frequentava, come era consuetudine per le figlie delle famiglie della classe media di Berlino, la Charlottenschule, una scuola superiore comunale per ragazze. Successivamente si iscrisse all'Accademia femminile dell'associazione degli artisti di Berlino e lì studiò con Käthe Kollwitz ed altre. Il loro lavoro artistico è stato caratterizzato da un impegno socialmente critico. Grazie alla sua relazione con il docente George Mosson, Helen ha rapidamente guadagnato un punto d'appoggio nell'ambiente artistico. Nel 1912 si trasferì a Parigi insieme alle berlinesi Fanny Remak e Augusta da Zitzewitz per approfondire i suoi studi. Motivo del trasferimento pare fosse Maurice Denis. Nel 1919 pone fine alla sua carriera di artista durante una crisi e lavora per diversi mesi come agricoltore in Polonia e Slesia.

### Vita familiare
Durante gli studi a Parigi nel 1912, conobbe il poeta e scrittore tedesco Franz Hessel. I due si sposarono nel giugno 1913. Ai suoi occhi, il matrimonio era un legame pragmatico che garantiva che la moglie sarebbe stata sua per sempre. Presto la sig.ra Hessel rimase incinta e diede alla luce il suo primo figlio Ulrich in Svizzera, nel 1914. Il parto è stato difficile e il bambino è stato portato al mondo con le forcipi, ciò ha avuto gravi conseguenze per il neonato. Ulrich Hessel rimase parzialmente paralizzato sul lato sinistro. Franz Hessel parte per la guerra pochi giorni dopo la nascita di suo figlio. Nel luglio del 1917 nacque il secondo figlio, Stefan Hessel. In seguito cambiò nome in Stéphane. Dopo la fine della guerra nel 1918, Franz Hessel tornò dal fronte.
Oltre al matrimonio con Franz Hessel, Helen Hessel ha avuto una relazione con il suo migliore amico Henri-Pierre Roché per tredici anni. Quest'ultimo ha scritto il romanzo "Jules et Jim" (pubblicato nel 1953, filmato nel 1962) sulla relazione triangolare tra le persone coinvolte. Nel 1921, Helen e Franz Hessel divorziarono in modo che la Hessel e Roché potessero vivere insieme. Nell'estate del 1922, Helen e Franz Hessel si sposarono di nuovo, sebbene la relazione tra Roché e la Hessel continuasse. La famiglia si trasferì a Parigi nel 1925 prima che Franz Hessel tornasse a Berlino all'inizio dell'era del nazionalsocialismo. Era di origine ebraica e dopo che le leggi di Norimberga furono approvate nel 1935, Helen Hessel lo esortò a lasciare la Germania, il marito rifiutò. Quando la Hessel viene licenziata a causa del suo matrimonio con un ebreo, divorzia ancora una volta per continuare a lavorare come giornalista. Nel 1938, la Hessel ottiene da sola i documenti necessari per portare suo marito a Parigi senza un passaporto valido, per salvarlo dalla persecuzione nazista. Dopo che la Francia fu occupata dagli eserciti tedeschi, Franz e Ulrich Hessel furono arrestati e trascorsero diversi mesi in un campo di concentramento a Les Milles. Per non essere arrestata lei stessa, la Hessel rimase immobile, nuda davanti agli ufficiali francesi per chiedere di portare via figlio e marito. Posto di fronte ad un tale scandalo, l'ufficiale accettò. Poco dopo il rilascio, Franz Hessel morì nel 1941. Helen e Franz Hessel, nonostante i due divorzi, vissero insieme fino alla sua morte.

### La pensione
Dopo la morte di suo marito e segnata dai ricordi della guerra, la Hessel cadde in depressione e cercò di suicidarsi. Alla fine, si trasferì a New York nell'estate del 1947 con suo figlio Stéphane che fece carriera come funzionario delle Nazioni Unite, e poi visse in varie località negli Stati Uniti. Lì ha lavorato anche come cameriera in California, dove ha avuto un incidente quando la sua auto si è scontrata con un treno merci. Quindi si è spezzata le gambe diverse volte, motivo per cui è poi tornata in Francia nel 1950. Helen Hessel ha quindi vissuto a Parigi in un appartamento condiviso con Anna-Maria Uhde, sorella di Wilhelm Uhdes. Rimase in stretto contatto con la sua famiglia. Anche in età avanzata, la Hessel viaggiava ancora regolarmente in Europa. Helen Hessel morì nell'estate del 1982 all'età di 96 anni. Fu sepolta nella tomba di Wilhelm e Anne Marie Uhde nel cimitero di Montparnasse .

## Lavoro giornalistico
Dal 1922 al 1925, Hessel scrisse racconti, novelle ed articoli che furono pubblicati a intervalli regolari sul Das Tage-Buch. Dall'aprile del 1925 fino al 1937, La Hessel scrisse da Parigi come corrispondente di moda per il Frankfurter Zeitung e il suo "supplemento femminile per le donne". Nel 1932 la Hessel rilevò la sezione di moda del Monde illustré, che la rese ancor più famosa. Ha anche preso in mano il design del layout, che le ha permesso di esprimere ulteriormente il suo talento artistico. Gli scritti della Hessel furono fortemente ispirati dalle case di moda parigine: vedeva la moda e i gioielli come simboli culturali che non soltanto decoravano, ma soprattutto esprimevano la vita. Hessel ha fatto della moda un argomento serio e, oltre alla moda, ha anche raccontato della vita a Parigi e la sua cultura. Ha vissuto una vita molto emancipata, che si riflette anche nei suoi scritti e nei suoi testi sulla moda. Ha molto apprezzato la moda elegante e l'ha vista come un'opportunità per manipolare e sedurre gli uomini. Le sue opinioni erano osteggiate nella Germania nazionalsocialista e la Hessel fu attaccata in quanto corrispondente di moda.

### Vita lavorativa durante e dopo il nazionalsocialismo
Come moglie di un ebreo, non ricevette più alcuna commessa dopo il 1933 e fu licenziata dal Frankfurter Zeitung. Tuttavia, è stata in grado di continuare a scrivere articoli per il famoso quotidiano femminile Die Dame. Per continuare a lavorare come giornalista, nel 1936 ha divorziato da Franz Hessel una seconda volta. La Hessel prese una posizione molto dura contro il nazismo. Ritornò a Berlino nel 1938 e fu testimone del Reichspogromnacht il 9 Novembre 1938, di cui scrisse nel suo testo intitolato "Berlino nel novembre 1938". Dopo che l'esercito tedesco invase la Francia, visse sottoterra. Dopo la seconda guerra mondiale ha scritto l'opera teatrale Sangue. Dramma in cinque atti. Qui, la Hessel riflette sulle sue esperienze di guerra e la persecuzione dei membri ebraici della sua famiglia.
Di ritorno in Francia scrisse, in occasione del decimo anniversario della morte di Franz Hessel, un discorso che fu trasmesso su una trasmissione radiofonica nel 1951. Nel 1959 si faceva notare come traduttrice della Lolita di Vladimir Nabokov in tedesco. Tuttavia, l'editore ha ritenuto di apportare ampie modifiche alla pubblicazione. Hessel continuò a lavorare come traduttore e, tra le altre cose, tradusse il diario di viaggio di Paul Gauguin "Noa Noa" in tedesco. La Hessel ha pubblicato i suoi ultimi lavori all'età di 75 anni.

### Diario
La Hessel ha scritto un diario che include anche il triangolo amoroso tra lei, suo marito Franz Hessel ed il suo amico Henri-Pierre Roché. Il manoscritto è scritto alternativamente in tedesco, inglese e francese. Ad esempio, la lingua cambia in parte in base ad una singola affermazione, una mezza frase, una frase intera o anche soltanto una parola. Questo grazie ai viaggi di gioventù della Hessel, prima in Inghilterra e poi alla sua vita a Parigi. Il suo stile di scrittura è caratterizzato da velocità e volatilità. Più che un diario, si tratta di una raccolta di lettere, in cui ha anche raccolto le lettere scambiate con il suo amante. Il diario funge da controparte ai Carnets di Roché. Inoltre, la Hessel non scrisse immediatamente tutto, ma spesso trascorse mesi a riflettere su ciò che aveva vissuto.

## Film
Il romanzo che Roché scrisse sulla sua relazione con la Hessel e la profonda amicizia con suo marito fu usato da François Truffaut nel 1955 come modello per il film Jules e Jim. Dopo la morte di Roché nel 1959, la vedova di Roché, Denise, concesse a Truffaut l'accesso a tutti i documenti, lettere, note e diari. Il ruolo femminile principale è stato interpretato da Jeanne Moreau. Il film è stato distribuito nel 1962. La Hessel ha visto il film diverse volte e le è piaciuto molto.

## Opere
- Helene Grund: Das Leopoldstädter „Kasperltheater“ 1781 bis 1831. Wien 1921 (Dissertation an der Universität Wien).
- Journal d'Helen Hessel: lettres à Henri-Pierre Roché 1920–1921. Hgg. Karin Grund, Blandine Masson, Antoine Raybund und André Dimanche. André Dimanche, Marseille 1991
- Artikel, Aphorismen und Reportagen für Das Tagebuch (1922–1925), die Frankfurter Zeitung (1925–1937) und Le Monde illustré (1932–1938).
- „Vom Wesen der Mode“, Vortrag vom 17. November 1934, veröffentlicht unter dem Namen Helen Grund im Frühjahr 1935.
- „Berlin im November 1938“, in: Manfred Flügge (Hrsg.): Letzte Heimkehr nach Paris. Franz Hessel und die Seinen im Exil. Das Arsenal, Berlin 1989, ISBN 3-921810-43-4.
- „Manifeste pour les femmes allemandes“, unveröffentlichter Text in französischer Sprache, 1939.
- „C’était un brave. Eine Rede zum 10. Todestag Franz Hessels“ in: Manfred Flügge (Hrsg.): Letzte Heimkehr nach Paris. Franz Hessel und die Seinen im Exil. Das Arsenal, Berlin 1989, ISBN 3-921810-43-4.
- Blut, unveröffentlichtes Drama in fünf Akten, 1947.

## Fonti
- Manfred Flügge: Gesprungene Liebe. Die wahre Geschichte zu „Jules und Jim“. Aufbau, Berlin 1993, ISBN 3-351-02228-X
- Manfred Flügge (Hrsg.): Letzte Heimkehr nach Paris. Franz Hessel und die Seinen im Exil. Das Arsenal, Berlin 1989, ISBN 3-921810-43-4.
- Manfred Flügge: Deutsche Lebensläufe in Paris. Das Arsenal, Berlin 1992
- Mila Ganeva, In the Waiting Room of Literature. Helen Grund and the Practice of Travel and Fashion Writing, in: Women in German Yearbook, 19 (2003), S. 117–140
- Birgit Haustedt: Wahlverwandtschaften. In: Dies.: Die wilden Jahre in Berlin. Eine Klatsch- und Kulturgeschichte der Frauen. Ebersbach, Dortmund 1999, ISBN 3-931782-59-X. S. 80–115
- Franz Hessel: Pariser Romanze. Papiere eines Verschollenen. Suhrkamp, Frankfurt am Main 1985
- Franz Hessel: Von den Irrtümern der Liebenden. Igel, Paderborn 1994
- Franz Hessel: Heimliches Berlin. Lilienfeld, Düsseldorf 2011
- Franz Hessel: Alter Mann. Romanfragment. Suhrkamp, Frankfurt am Main 1987
- Blandine Masson; Jacques Taroni; Radio-France: Feuilleton en 8 episodes: Jules, Jim et Kathe : journaux, lettres, roman, film. France culture, 1990
- Marie-Françoise Peteuil: Helen Hessel. Die Frau, die Jules und Jim liebte. Eine Biographie.  (Originaltitel: Helen Hessel, la femme qui aima Jules et Jim, 2011, übersetzt von Patricia Klobusiczky). Schöffling, Frankfurt am Main 2013 ISBN 978-3-89561-263-3
- Henri-Pierre Roché: Jules et Jim. Aufbau Verlag, Berlin 2010.
- Henri-Pierre Roché: Carnets. Les Années Jules et Jim 1920-21. André Dimanche, Marseille 1990.
- Charlotte Wolff: Innenwelt und Außenwelt. Autobiographie eines Bewußtseins. Rogner &amp; Bernhard, München 1971
- Charlotte Wolff: Augenblicke verändern uns mehr als die Zeit. Autobiographie. Kranichsteiner Literaturverlag, Pfungstadt 2003.